# Storavan (Umeå socken, Västerbotten, 707585-171860)
Storavan är en sjö i Umeå kommun i Västerbotten och ingår i Umeälven-Hörnåns kustområde. Storavan ligger i Umeälvens delta och slätter Natura 2000-område. Storavan och den närliggande omgivningen bildar också Storavans naturreservat. 